# Spetsfingerört
Spetsfingerört (Sibbaldianthe bifurca) är en rosväxtart som först beskrevs av Carl von Linné, och fick sitt nu gällande namn av Arto Kurtto och T.Erikss.. Enligt Catalogue of Life ingår Spetsfingerört i släktet spetsfingerörter och familjen rosväxter, men enligt Dyntaxa är tillhörigheten istället släktet spetsfingerörter och familjen rosväxter. Arten är reproducerande i Sverige.

## Underarter
Arten delas in i följande underarter:
- S. b. bifurca
- S. b. orientalis